# Wembley Stadium (1923)
Wembley Stadium (Old Wembley, på svenska Gamla Wembley) var Englands nationalarena för fotboll belägen i stadsdelen Wembley i nordvästra London mellan 1923 och 2000. Den stängdes för ombyggnad 2000, därefter revs arenan och en ny byggdes om från grunden på samma plats, öppnades 2007 och gavs samma namn. Kapaciteten för den gamla arenan var ursprungligen 127 000 åskådare men via ombygganation till enbart sittplatser hade kapaciteten sjunkit till 82 000 när den stänges. Gamla Wembley var en av världens mest berömda fotbollsarenor. Där spelade det engelska fotbollslandslaget sina hemmamatcher, och där avgjordes den engelska FA-cupfinalen i maj varje år. Wembley var dock inte hemmaplan för någon engelsk fotbollsklubb.

## Kända matcher på gamla Wembley
- Finalen av världsmästerskapet i fotboll 1966
- Finalen i Europamästerskapet i fotboll 1996
- FA-cupfinalen 1923 mellan Bolton och West Ham. Den första FA-cupfinalen på Wembley, den officiella publiksiffran var 127 000, men det ryktas att cirka 250 000 befanns sig på arenan.[1]

## Övrigt
Wembley har varit värd för många pop- och rockkonserter, bland annat Live Aid-galan 1985. Arenan har även använts till andra arrangemang, till exempel speedway.
Observera att Wembley Stadium inte är detsamma som Wembley Arena, som ligger alldeles i närheten. Wembley Arena är en inomhusarena med drygt 12 000 platser, använd för konserter och vissa sportevenemang.